# Додекаборид плутония
Додекаборид плутония — бинарное неорганическое соединение
плутония и бора
с формулой PuB12,
кристаллы.

## Получение
- Сплавление стехиометрических количеств чистых веществ:

{\displaystyle {\mathsf {Pu+12B\ {\xrightarrow {1200^{o}C}}\ PuB_{12}}}}

## Физические свойства
Додекаборид  плутония образует кристаллы
кубической сингонии,
пространственная группа F m3m,
параметры ячейки a = 0,74843 нм, Z = 4,
структура типа UB12
.
Структура кристаллов похожа на структуру NaCl в которой атомы плутония и кластеры B12 занимают позиции металла и галогена, соответственно.
Соединение образуется по перитектической реакции при температуре ≈2200°С.

## Химические свойства
- Разлагается при нагревании:

{\displaystyle {\mathsf {PuB_{12}\ {\xrightarrow {>2200^{o}C}}\ PuB_{6}+6B}}}